# تپه کهریز ۲
تپه کهریز ۲ مربوط به عصر مس و سنگ - دوره اشکانیان - دوره ایلخانی است و در شهرستان کرمانشاه، بخش مرکزی، دهستان بالادربند، ۲۵۰ متری شمال غرب روستای کهریز واقع شده و این اثر در تاریخ ۲۶ اسفند ۱۳۸۷ با شمارهٔ ثبت ۲۵۴۳۸ به‌عنوان یکی از آثار ملی ایران به ثبت رسیده است.